# Jules Radino
Jules Radino (New York, 7 agosto 1965) è un batterista statunitense.
È noto per essere il batterista della rock band Blue Öyster Cult dal 2004. Nel frattempo collabora anche con altri artisti.

## Discografia

### Con i Sorethumb
- 2000 - Spinning Out to the 45

### Con i Fagen
- 2003 - Oliver Twisted

### Con Eric Dubin
- 2005 - Welcome To Mercytown

### Con Briana Winter
- 2006 - Under The Snow

### Con Dave Doobinin
- 2008 - The Birth Of Wonder

### Con Kat
- 2008 - Oh The Humanity

### Con i Black Bunny
- 2008 - Black Bunny